# Дандас (Онтарио)
Дандас (енгл. Dundas) је некадашњи самостални град а сада једно од предграђа Хамилтона у канадској провинцији Онтарио. Популарни назив града је „Град у долини“. Популација овог насељеног места се годинама одржава на нивоу од око 20.000, захваљујући околном земљишту које је проглашено заштићеним и на којој се не могу градити куће.
Значајни догађаји у животу града су „Бускерфест“ почетком јуна, и „Дандаски фестивал кактуса“ у августу.

## Историја

### Историја и политика од 1947. до 2001.
Град Дандас је основан 1847. године као део округа Вентворт (Wentworth County) у Онтарију. Данашње име граду је дао Џон Грејвс Симко (John Graves Simcoe) заменик гувернера тадашње Горње Канаде по свом пријатељу Хенрију Дандасу (Henry Dundas), шкотском адвокату и политичару. Првобитно је насеље било познато под именом „Кутс Парадајз“ (Coote’s Paradise) а данашње име је добило 1814. године.
Током касног 18. и почетком 19. века град Дандас је доживљавао свој економски просперитет, највише захваљујући лаком излазу на језеро Онтарио преко Десџардиновог канала. У каснијем периоду је град Хамилтон преузео водећу улогу у трговини и економском напретку краја. Велики број канадских градова имају улице са именом Дандаса, међу којима и Торонто а то је у ствари некадашњи пут којим су се служили први бели досељеници у ове крајеве.
Оснивањем Макмастер универзитета у Хамилтону 1930. године, Дандас је постао стециште студената који су се школовали на универзитету. Током периода студијска уметност, преко изложба и уметничких студија, је постала једно од главних културних манифестација које трају током читаве године.
Градски савет Дандаса је 1. марта 1976. године прогласио Дандас главним градом кактуса у Канади. Овај чин је покренуо традиционалну летњу манифестацију Дандаски фестивал кактуса.

## Демографија
По попису из 2001. године популација Дандаса је износила 24.394 становника. Већ следећи попис из 2006. је дао мало повећан број становника од 24.702.
По расној основи:
- 97,49% бели
- 2,5% азијати
- 0,01% црнци

По религијском опредељењу:
- 43,5% Католици
- 26,9% Протестанти
- 3,8% остали хришћани
- 5,8% остале религије
- 20% атеисти

Старосна структура
- 0–14 година: 18.2%
- 15–64 година: 63.7%
- 65 преко година: 18.1%

## Географија

### Водопади
Постоји велики број водопада у околини Дандаса и сви они се налазе у такозваном зеленом појасу који је под државном заштитом. Два најпознатија и највећа водопада су Вебстерови (Webster's Falls) и Тју водопади (Tew's Falls). Оба водопада су део зеленог појаса који почиње од Торонта и води до Нијагариних водопада и до њих се може стићи такозваним Брусовим трејлом (Bruce trail).
Џозеф Вебстер је 1819. године купио велики посед изнад данашњег Дандаса, укључујући и водопаде који данас носе име по њему. Мало изнад водопада је 1856. године његов син направио млин али он више не постоји јер је био уништен ватром 1898. године. После овог пожара изграђена је први хидроелектрични генератор одмах испод водопада. Током 1931. године тадшњи градоначелник Дандаса пуковник Нолс (Colonel W.E.S. Knowles) је издвојио новчана средства и од целе околине водопада је направио огроман јавни парк.

### Дандас пик
Изнад Дандаса постоји видиковац под именом Дандас пик (Dundas Peak). Са тог видиковца се може видети цео Дандас, затим и друго предграђе хамилтона Анкастер, западни део самог Хамилтона, хамилтонска лука и део језера Онтарио.

### Галерија
- Дандас пик, део видиковца
- Вебстеров водопад
- Вебстеров водопад, зими
- Водопад Тју
- Водопад Тју, зими